# Audierne (prénom)
Pour les articles homonymes, voir Audierne (homonymie).
Audierne est un prénom féminin peu usité. 
Son étymologie viendrait du latin "Hodiernus", de "Hodie", signifiant "de ce jour".
On le retrouve dans les archives françaises et anglaises vers le XIe siècle. 
Ses variantes existent en Bretagne, où il est également un toponyme (cf Baie d'Audierne), dans le nord de la France, et aussi à Jersey.
On ne connaît pas de sainte ayant porté ce prénom.
Si on le raccroche à Jourdain (cf variantes ci-dessous), on peut alors le fêter le 13 février ou le 2 février.

## Variantes orthographiques
- Odiarne,
- Odierne,
- Odyarne,
- Odyerne,
- Hodierne,
- Hodyerne,
- Hodierna,
- Jourdaine.

## Sources
- L'histoire d'Audierne par Amédée Guiard
- Cartulaire de Saint-Martin-des-Champs